# Horst-Joachim Christoph
Horst-Joachim Christoph (geb. 15. April 1922 in Lampertswalde; gest. 24. Januar 1976 in Leipzig) war ein deutscher Tierarzt und Hochschullehrer an der Veterinärmedizinischen Fakultät der Universität Leipzig. Er gilt als Nestor der deutschen Kleintiermedizin. Seine Bücher zur Klinik der Hunde- und Katzenkrankheiten wurden Standardwerke.
Christoph war Sohn eines Tierarztes. Er studierte ab 1940/41 zunächst vier Semester Humanmedizin in Leipzig und Würzburg und legte noch während des Krieges das medizinische Physikum ab. Von 1946 bis 1949 studierte er in Leipzig Tiermedizin. 1949 wurde er mit der Arbeit Herztherapie im Wandel der Zeiten zum Dr. med. vet. promoviert, 1953 habilitierte er sich. Thema seiner Habilitationsschrift war: Vergleichende diagnostische und therapeutische Untersuchungen beim Vorkommen von Fremdkörpern im Oesophagus, im Magen und im Darm des Hundes.1954 wurde Christoph zum Dozenten, 1956 zum Ordinarius für Kleintierkrankheiten an der Klinik und Poliklinik für kleine Haustiere berufen, hier war er bis 1976 tätig.
Horst-Joachim Christoph war seit 1949 mit Brigitte Hebold verheiratet. Das Paar hatte zwei Kinder (Horst und Anne-Babett).

## Werke
Horst-Joachim Christoph verfasste 105 Veröffentlichungen, mehrere Lehrbücher und war Mitautor in 15 Fachbüchern. Er betreute fünf Habilitationen, 123 Dissertationen und 31 Diplomarbeiten.
- Abriss der Klinik der Hundekrankheiten, G. Fischer Jena 1960
- Klinik der Katzenkrankheiten G. Fischer Jena 1963, 1977
- mit H. Meyer: Arbeitsmethoden des Laboratoriums in der Veterinärmedizin Hirzel Verlag 1965
- Precis de clinique canine, Vigot Freres, Paris, 1965
- Precis de clinique filine, Vigot Freres, Paris, 1969
- Klinik der Hundekrankheiten, Fischer Verlag 1973
- Diseases of dogs, Pergamon Press, Oxford 1974

## Ehrungen
An Horst-Joachim Christoph erinnert seit 2003 eine Bronzestatue von Heinz Spilker vor der Kleintierklinik der Veterinärmedizinischen Fakultät der Universität Leipzig.